# Kraftwerk Beilun
Das Kraftwerk Beilun ist ein Kohlekraftwerk in China, das am Ostchinesischen Meer im Bezirk Beilun der Stadt Ningbo gelegen ist.
Das Kraftwerk ist im Besitz der Guodian Zhejiang Beilun Power Generation Company (GZB), einer Tochter der China Guodian Corporation und wird auch von GZB betrieben.

## Daten
Mit einer installierten Leistung von 5 GW ist Beilun eines der leistungsstärksten Kohlekraftwerke weltweit und dient zur Abdeckung der Grundlast. Die geplante Jahreserzeugung liegt bei 27,5 Mrd. kWh. Der erzeugte Strom wird über zwei 500-kV-Leitungen abgeführt.

## Kraftwerksblöcke
Das Kraftwerk besteht aus insgesamt sieben Blöcken unterschiedlicher Leistung, die von 1993 bis 2009 in Betrieb gingen. Die folgende Tabelle gibt einen Überblick:
| Block | Max. Leistung (MW) | Betriebsbeginn | Turbine           | Generator         | Dampfkessel      |
| ----- | ------------------ | -------------- | ----------------- | ----------------- | ---------------- |
| 1     | 600                | 1993           | GEC-Alsthom       | GEC-Alsthom       | Babcock & Wilcox |
| 2     | 600                | 1994           | GEC-Alsthom       | GEC-Alsthom       | Babcock & Wilcox |
| 3     | 600                | 2000           | Toshiba           | Toshiba           | IHI              |
| 4     | 600                | 2000           | Toshiba           | Toshiba           | IHI              |
| 5     | 600                | 2001           | Toshiba           | Toshiba           | IHI              |
| 6     | 1.000              | 2009           | Shanghai Electric | Shanghai Electric | Dongfang         |
| 7     | 1.000              | 2009           | Shanghai Electric | Shanghai Electric | Dongfang         |

Die Kosten für die Blöcke 3 bis 5 lagen bei ca. 1,8 Mrd. USD. Die Blöcke 6 und 7 verwenden superkritische Dampferzeuger (siehe Überkritisches Wasser).

## Sonstiges
Die englische Zeitung The Telegraph führte Beilun 2007 mit 26 Mio. t an Stelle 15 der 25 größten CO2-Emittenten weltweit.